# Screen Actors Guild Awards 2001

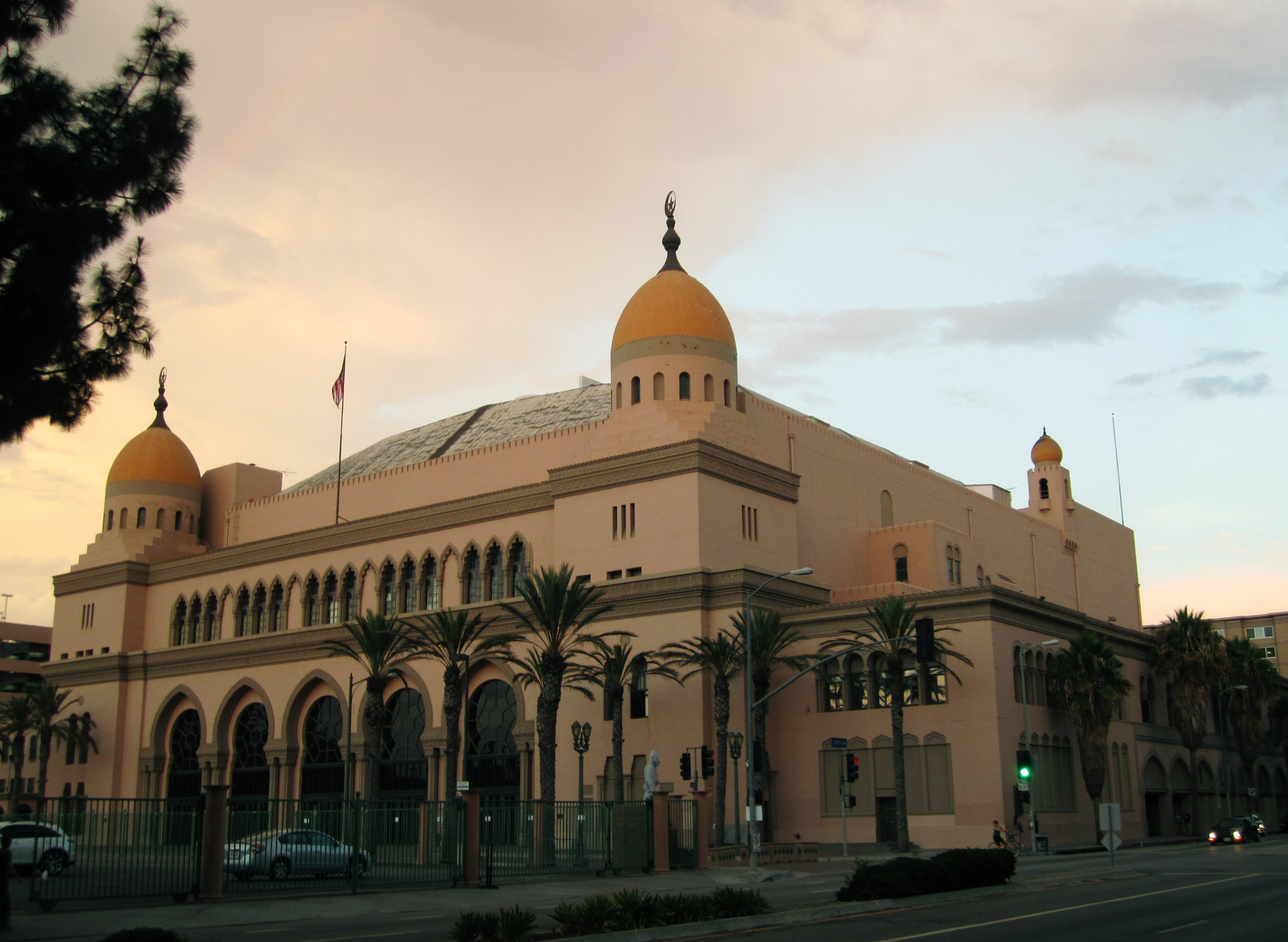
Das Shrine Exposition Center, Veranstaltungsort der Screen Actors Guild Awards 2001

Die 7. Verleihung der US-amerikanischen Screen Actors Guild Awards (englisch 7th Screen Actors Guild Awards), die die Screen Actors Guild jedes Jahr in den Bereichen Film (5 Kategorien) und Fernsehen (8 Kategorien) vergibt, fand am 11. März 2001 im Shrine Exposition Center in Los Angeles statt. Die so genannten SAG Awards ehren, im Gegensatz beispielsweise zum Golden Globe Award, nur Film-, Fernseh- und Ensembleschauspieler und gelten als Gradmesser für die bevorstehende Oscar-Verleihung. Gekürt werden die Sieger von den Mitgliedern der Screen Actors Guild, der man angehören muss, um in den Vereinigten Staaten als Schauspieler zu arbeiten.
Die Nominierten waren am 30. Januar 2001 im Silver Screen Theater des Pacific Design Centers in West Hollywood von den Schauspielern Lucy Liu und Cary Elwes bekanntgegeben worden. In den Vereinigten Staaten wurde die Verleihung live vom Kabelsender TNT gezeigt.
Für ihr Lebenswerk wurden die US-amerikanischen Schauspieler Ossie Davis und Ruby Dee gewürdigt.

## Gewinner und Nominierte im Bereich Film
| Film                               | N | A |
| ---------------------------------- | - | - |
| Chocolat – Ein kleiner Biss genügt | 3 | 1 |
| Almost Famous – Fast berühmt       | 3 | 0 |
| Billy Elliot – I Will Dance        | 3 | 0 |
| Gladiator                          | 3 | 0 |
| Rufmord – Jenseits der Moral       | 3 | 0 |
| Erin Brockovich                    | 2 | 2 |
| Traffic – Macht des Kartells       | 2 | 2 |
| Quills – Macht der Besessenheit    | 2 | 0 |

### Bester Hauptdarsteller
Benicio del Toro – Traffic – Macht des Kartells (Traffic)
Jamie Bell – Billy Elliot – I Will Dance (Billy Elliot)
Russell Crowe – Gladiator
Tom Hanks – Cast Away – Verschollen (Cast Away)
Geoffrey Rush – Quills – Macht der Besessenheit (Quills)

### Beste Hauptdarstellerin
Julia Roberts – Erin Brockovich
Joan Allen – Rufmord – Jenseits der Moral (The Contender)
Juliette Binoche – Chocolat – Ein kleiner Biss genügt (Chocolat)
Ellen Burstyn – Requiem for a Dream
Laura Linney – You Can Count on Me

### Bester Nebendarsteller
Albert Finney – Erin Brockovich
Jeff Bridges – Rufmord – Jenseits der Moral (The Contender)
Willem Dafoe – Shadow of the Vampire
Gary Oldman – Rufmord – Jenseits der Moral (The Contender)
Joaquin Phoenix – Gladiator

### Beste Nebendarstellerin
Judi Dench – Chocolat – Ein kleiner Biss genügt (Chocolat)
Kate Hudson – Almost Famous – Fast berühmt (Almost Famous)
Frances McDormand – Almost Famous – Fast berühmt (Almost Famous)
Julie Walters – Billy Elliot – I Will Dance (Billy Elliot)
Kate Winslet – Quills – Macht der Besessenheit (Quills)

### Bestes Schauspielensemble
Traffic – Macht des Kartells (Traffic)

Steven Bauer, Benjamin Bratt, James Brolin, Don Cheadle, Erika Christensen, Clifton Collins junior, Benicio del Toro, Michael Douglas, Miguel Ferrer, Albert Finney, Topher Grace, Luis Guzmán, Amy Irving, Tomás Milián, D. W. Moffett, Dennis Quaid, Peter Riegert, Jacob Vargas und Catherine Zeta-Jones
Almost Famous – Fast berühmt (Almost Famous)
Fairuza Balk, Billy Crudup, Patrick Fugit, Philip Seymour Hoffman, Kate Hudson, Jason Lee, Frances McDormand, Anna Paquin und Noah Taylor
Billy Elliot – I Will Dance (Billy Elliot)
Jamie Bell, Jamie Draven, Gary Lewis und Julie Walters
Chocolat – Ein kleiner Biss genügt (Chocolat)
Juliette Binoche, Leslie Caron, Judi Dench, Johnny Depp, Alfred Molina, Carrie-Anne Moss, Hugh O’Conor, Lena Olin, Peter Stormare und John Wood
Gladiator
Russell Crowe, Richard Harris, Djimon Hounsou, Derek Jacobi, Connie Nielsen, Joaquin Phoenix und Oliver Reed (postum)

## Gewinner und Nominierte im Bereich Fernsehen
| Film                                   | N | A |
| -------------------------------------- | - | - |
| Ally McBeal                            | 4 | 1 |
| Will & Grace                           | 4 | 1 |
| The West Wing – Im Zentrum der Macht   | 3 | 3 |
| Emergency Room – Die Notaufnahme       | 3 | 0 |
| Frasier                                | 3 | 0 |
| Die Sopranos                           | 3 | 0 |
| Death of a Salesman                    | 2 | 1 |
| Sex and the City                       | 2 | 1 |
| Nürnberg – Im Namen der Menschlichkeit | 2 | 0 |

### Bester Darsteller in einem Fernsehfilm oder Miniserie
Brian Dennehy – Death of a Salesman
Alec Baldwin – Nürnberg – Im Namen der Menschlichkeit (Nuremberg)
Brian Cox – Nürnberg – Im Namen der Menschlichkeit (Nuremberg)
Danny Glover – Freiheitsmarsch (Freedom Song)
John Lithgow – Don Quichotte (Don Quijote)
James Woods – Dirty Pictures

### Beste Darstellerin in einem Fernsehfilm oder Miniserie
Vanessa Redgrave – Women Love Women (If These Walls Could Talk 2)
Stockard Channing – Schmerzende Wahrheit (The Truth About Jane)
Judi Dench – Die legendären blonden Bombshells (The Last of the Blonde Bombshells)
Sally Field – David Copperfield
Elizabeth Franz – Death of a Salesman

### Bester Darsteller in einer Dramaserie
Martin Sheen – The West Wing – Im Zentrum der Macht (The West Wing)
Tim Daly – Auf der Flucht (The Fugitive)
Anthony Edwards – Emergency Room – Die Notaufnahme (ER)
Dennis Franz – New York Cops – NYPD Blue (NYPD Blue)
James Gandolfini – Die Sopranos (The Sopranos)

### Beste Darstellerin in einer Dramaserie
Allison Janney – The West Wing – Im Zentrum der Macht (The West Wing)
Gillian Anderson – Akte X – Die unheimlichen Fälle des FBI (The X-Files)
Edie Falco – Die Sopranos (The Sopranos)
Sally Field – Emergency Room – Die Notaufnahme (ER)
Lauren Graham – Gilmore Girls
Sela Ward – Noch mal mit Gefühl (Once and Again)

### Bester Darsteller in einer Comedyserie
Robert Downey Jr. – Ally McBeal
Kelsey Grammer – Frasier
Sean Hayes – Will & Grace
Peter MacNicol – Ally McBeal
David Hyde Pierce – Frasier

### Beste Darstellerin in einer Comedyserie
Sarah Jessica Parker – Sex and the City
Calista Flockhart – Ally McBeal
Jane Kaczmarek – Malcolm mittendrin (Malcolm in the Middle)
Debra Messing – Will & Grace
Megan Mullally – Will & Grace

### Bestes Schauspielensemble in einer Dramaserie
The West Wing – Im Zentrum der Macht (The West Wing)

Dulé Hill, Allison Janney, Moira Kelly, Rob Lowe, Janel Moloney, Richard Schiff, Martin Sheen, John Spencer und Bradley Whitford
Emergency Room – Die Notaufnahme (ER)
Anthony Edwards, Laura Innes, Alex Kingston, Eriq La Salle, Julianna Margulies, Kellie Martin, Paul McCrane, Michael Michele, Erik Palladino, Maura Tierney, Goran Višnjić, Ming-Na Wen und Noah Wyle
Law & Order
Angie Harmon, Steven Hill, Jesse L. Martin, S. Epatha Merkerson, Jerry Orbach, Sam Waterston und Dianne Wiest
Practice – Die Anwälte (The Practice)
Michael Badalucco, Lara Flynn Boyle, LisaGay Hamilton, Steve Harris, Jason Kravits, Camryn Manheim, Dylan McDermott, Marla Sokoloff und Kelli Williams
Die Sopranos (The Sopranos)
Lorraine Bracco, Dominic Chianese, Drea de Matteo, Edie Falco, James Gandolfini, Robert Iler, Michael Imperioli, Nancy Marchand (postum), Vincent Pastore, David Proval, Jamie-Lynn Sigler, Tony Sirico, Aida Turturro und Steven Van Zandt

### Bestes Schauspielensemble in einer Comedyserie
Will & Grace

Sean Hayes, Eric McCormack, Debra Messing und Megan Mullally
Ally McBeal
Lisa Nicole Carson, Portia de Rossi, Robert Downey Jr., Calista Flockhart, Greg Germann, Jane Krakowski, James LeGros, Lucy Liu, Peter MacNicol und Vonda Shepard
Frasier
Peri Gilpin, Kelsey Grammer, Jane Leeves, John Mahoney und David Hyde Pierce
Friends
Jennifer Aniston, Courteney Cox, Lisa Kudrow, Matt LeBlanc, Matthew Perry und David Schwimmer
Sex and the City
Kim Cattrall, Kristin Davis, Cynthia Nixon und Sarah Jessica Parker

## Preis für das Lebenswerk
Ossie Davis und Ruby Dee